# Кузьменков, Алексей Михайлович
Алексей Михайлович Кузьменков (род. 10 июня 1971, Горловка) — российский военачальник. Заместитель директора — главнокомандующего войсками национальной гвардии Российской Федерации с 2024 года и с 2019 по 2023 год.
Заместитель Министра обороны Российской Федерации по материально-техническому обеспечению (30 апреля 2023 — 11 марта 2024), генерал-полковник (2020).

## Биография
Родился 10 июня 1971 года в Горловке Донецкой области Украинской ССР.
В 1992 году окончил Вольское высшее военное училище тыла имени Ленинского комсомола, в 2000 году — Военную академию материально-технического обеспечения им. генерала армии А. В. Хрулёва. С 2007 по 2009 год — слушатель Военной академии Генерального штаба Вооружённых сил Российской Федерации.
На службе в органах материально-технического обеспечения Вооружённых сил Российской Федерации с 1992 года. Занимал должности начальника склада, заместителя командира автомобильного батальона по тылу, начальника продовольственной службы бригады. С 1998 по 2011 год — проходил военную службу в Московском и Западном военных округах. Последовательно занимал должности заместителя начальника тыла — начальника организационно-планового отделения бригады МВО, заместителя командира по тылу — начальника тыла отдельного комендантского полка (1998—2007), начальника продовольственной службы управления тыла МВО, заместителя командира по тылу — начальника тыла гвардейской танковой дивизии.
С 2009 года — начальник тыла — заместитель командующего армией по тылу в Московском военном округе. С 2011 по 2012 год — заместитель руководителя Департамента ресурсного обеспечения Министерства обороны Российской Федерации. В 2012 году присвоено воинское звание генерал-майор.
С 2012 по 2014 год — руководитель Департамента планирования и координации материально-технического обеспечения Министерства обороны Российской Федерации. В 2014 году присвоено воинское звание генерал-лейтенант.
С 2014 по 2018 год — начальник штаба материально-технического обеспечения Вооружённых сил Российской Федерации. С сентября 2018 по сентябрь 2019 года — заместитель командующего войсками Южного военного округа по материально-техническому обеспечению.
С 16 сентября 2019 года — служба в Федеральной службе войск национальной гвардии Российской Федерации (Росгвардии) на должности заместителя директора — главнокомандующего войсками национальной гвардии Российской Федерации. Координировал деятельность подразделений финансово-хозяйственного и тылового блока.
10 декабря 2020 года присвоено воинское звание генерал-полковник.
30 апреля 2023 года Министерство обороны сообщило о назначении генерал-полковника Алексея Кузьменкова заместителем министра обороны Российской Федерации по материально-техническому обеспечению.
11 марта 2024 года вновь назначен на должность заместителя директора — главнокомандующего войсками национальной гвардии Российской Федерации.

## Санкции
21 июля 2022 года, на фоне вторжения России на Украину, как заместитель директора Росгвардии, попал под санкции стран Евросоюза «за поддержку или осуществление действий или политики, которые подрывают или угрожают территориальной целостности, суверенитету и независимости Украины, а также стабильности и безопасности в Украине»:

Подразделения Росгвардии были направлены в районы, находящиеся под контролем российских войск, такие как Херсон, Геническ, Бердянск и некоторые районы Мариуполя, для подавления протестов местного населения. Они также принимали участие в убийстве, изнасиловании и пытках гражданских лиц в Буче. Сотрудники Росгвардии арестовывали проукраинских граждан и создали военно-полицейскую администрацию— «Официальный журнал Европейского союза», Брюссель, 21 июля 2022 года
По аналогичным основаниям 29 июля 2022 года добавлен в санкционный список Швейцарии. 7 октября 2022 года — в санкционный список Японии. С 19 октября 2022 года находиться под санкциями Украины.

## Награды
- орден «За заслуги перед Отечеством» III степени
- орден «За заслуги перед Отечеством» IV степени
- орден Александра Невского
- орден «За военные заслуги»
- медали ордена «За заслуги перед Отечеством» I и II (с изображением мечей) степени
- медали СССР и РФ
- почётная грамота Президента Российской Федерации
- Медаль «За заслуги перед Чеченской Республикой» (2 сентября 2021) — за заслуги в деле защиты интересов Отечества, личный вклад в поддержание законности, правопорядка и общественной безопасности на территории Чеченской Республики